# Batis soror
El batis pálido (Batis soror) es una especie de ave paseriforme de la familia Platysteiridae propia de África Oriental.

## Distribución y hábitat
Se encuentra en Kenia, Malaui, Mozambique, Tanzania y Zimbabue.
Sus hábitats naturales son los bosques montanos húmedos tropicales y la sabana húmeda.